# 安藤利吉
安藤利吉（日语：／ Andō Rikichi ?，1884年4月3日—1946年4月19日）為宮城縣出身之日本陸軍軍人。最終階級陸軍大將。舊制宮城縣第二中學校1回、陸軍士官學校16期。陸軍大學校26期。台灣日治時期第19任（末任）總督，正三位勳一等功二級。

## 經歷
安藤為宮城縣人，生於1884年（明治17年）。陸軍士校、陸軍大學畢業。1931年任陸軍省兵務課長，之後歷任日本駐英大使館武官、旅團長、教育總監部本部長、第5師團長、第21軍司令官、南支那方面軍司令官。1941年以預備役受征召任台灣軍司令官，1944年晉升陸軍大將，12月30日被任命為第19任臺灣總督，接替長谷川清。臺灣軍擴張為第十方面軍後，他兼任第十方面軍司令官。日本戰敗，安藤利吉代表第十方面軍司令官暨駐軍向盟軍投降。初被任命為「臺灣地區日本官兵善後聯絡部」部長，進行臺灣各級政府移交，以及日軍、日僑遣返等工作。1946年（昭和21年）4月13日，他以戰犯的身份被美軍憲兵逮捕，主要原因是過去俘虜美國陸軍航空軍時進行過不當的處刑與虐待。之後他被押解到上海由美軍管理的監獄，4月19日於受審在押上海監獄期間，服氰化鉀自盡。

## 台灣總督
曾任記者的伊藤金次郎在其著作記述，安藤利吉在未就任總督之前曾以臺灣軍司令官身分在1944年4月悄悄邀請臺北的有力日人到糖業聯合會館聚會，聚會上他表示無法給予臺灣同胞絕對的信任，且似乎暗示這是由於之前歷任總督的施政無法完全讓臺灣人心悅誠服之故。而此次演講消息走漏後，某些自認忠君愛國的臺灣人認為受到侮辱，甚至向官方投訴，而當時的臺灣總督長谷川清與總督府人員亦感到大為不滿，認為軍方對總督府有所不滿直說即可，豈可在半公開場合向民間人士批判總督府。

## 自殺原因之說法
1945年10月赴臺灣的臺灣省行政長官公署秘書長葛敬恩被指為收受、侵吞原日本台灣總督安藤利吉的黃金：台灣旅日作家黃文雄表示，由於葛敬恩向欲留在台灣的日本人收賄、又在接收日本資產時中飽私囊，為了掩蓋「侵吞台灣黃金案」，遂將協助善後的安藤利吉毒殺滅口。共產黨人蘇新於1949年出版的著作《憤怒的台灣》一書中表示：「所謂黃金一百二十公斤，是安藤親手送給葛敬恩的...這些黃金放在原田大佐的家裡時，已被美籍軍人艾文思中校所獲悉，原田害怕事發，把情形報告安藤，安藤再向葛敬恩說知此事，葛敬恩卻泰然自若，對安藤說：『你放心，一切都在鄙人身上』」、「同年八月，葛敬恩突被召赴京...他在老蔣面前，堅定說並沒有此事...他回到了上海，在上海逗留很久，不知所幹何事，不過，奇怪的很，恰巧葛在上海期間，日本戰犯安藤利吉，忽在上海戰犯監獄服毒自殺」:104-105:108、「關於安藤的自殺，不但在台日本人，就是台灣人也都疑心與『黃金案』有關」:105。蘇新並引述自台灣總督府主計課長塩見俊二的說法：「許多日人被拘時，這本清冊正本抄本均被查出、被拿走了，唯一的證據只剩下了安藤一人，在這種情形之下，你想安藤是怎樣死的？一句話，貪污手段之妙、消滅異己之毒，我們是不及國民黨官僚百倍！」:105-106
學者蘇瑤崇考證認為《憤怒的台灣》蘇新所提「侵吞黃金弊案」純係美軍聯絡組艾文思中校侵佔事件，與葛敬恩無關:108-110。艾文思在美國審判結束後，此案已釐清沒有安藤利吉被葛敬恩派人毒死之事。

## 年譜
- 1901年（明治34年）3月 日本宮城縣仙台第二高等學校畢業
- 1904年（明治37年）10月 陸士畢業（16期）
  - 11月 獲任官為步兵少尉・分派至位於仙台的步兵第4連隊
- 1907年（明治40年）12月 步兵中尉
- 1913年（大正2年）11月 步兵大尉
- 1914年（大正3年）11月 陸大畢業（26期）
- 1915年（大正4年）5月 派遣至滿洲，步兵第50連隊中隊長
- 1916年（大正5年）2月 陸軍技術審査部人員（軍事調査委員）
- 1919年（大正8年）1月 駐在英國－1921年9月
- 1920年（大正9年）8月 步兵少佐（少校）・平和條約實施委員（駐在歐州）
- 1923年（大正12年）4月 參謀本部員
- 1924年（大正13年）7月 兼陸大教官
  - 8月 歩兵中佐（中校）
- 1925年（大正14年）8月 駐印度武官
- 1927年（昭和2年）4月 參謀本部員
- 1928年（昭和3年）3月 步兵大佐（上校）・步兵第13連隊長
- 1930年（昭和5年）3月 派遣至廣島，第5师团參謀長
- 1931年（昭和6年）3月 陸軍省軍務局兵務課長
- 1932年（昭和7年）5月 日本駐英大使館武官
  - 8月 陸軍少將
- 1934年（昭和9年）5月 參謀本部部員
  - 12月 步兵第1旅團長
- 1935年（昭和10年）8月 陸軍戶山學校長
- 1936年（昭和11年）4月 第5獨立守備隊司令官・陸軍中將
- 1937年（昭和12年）8月 教育總監部本部長
- 1938年（昭和13年）2月 教育總監
  - 5月 第5師團長
  - 11月 第21軍司令官
- 1940年（昭和15年）2月 南支那方面軍司令官
  - 10月 參謀本部部員
  - 12月 待命
- 1941年（昭和16年）1月 預備役
  - 11月 召集・台灣軍司令官
- 1944年（昭和19年）1月 陸軍大將
  - 9月 第10方面軍司令官
  - 12月 兼台灣總督